# Gare de Mantes-Station
Ne doit pas être confondu avec Gare de Mantes-la-Jolie.
La gare de Mantes-Station est une gare ferroviaire française de la ligne reliant Paris-Saint-Lazare au Havre, située à la limite des communes de Mantes-la-Jolie et Mantes-la-Ville, dans le département des Yvelines, en région Île-de-France.
C'est une gare SNCF desservie par les trains du réseau Transilien Paris Saint-Lazare (ligne J). Elle se situe à 56,108 km de la gare de Paris-Saint-Lazare, via Poissy et à 56,552 km via Conflans-Sainte-Honorine.

## Situation ferroviaire
Établie à 31 mètres d'altitude, la gare de Mantes-Station est située au point kilométrique (PK) 56,108 de la ligne de Paris-Saint-Lazare au Havre, entre les gares d'Épône - Mézières et de Mantes-la-Jolie.
Gare de bifurcation, elle est l'aboutissement, au PK 56,562, de la ligne de Paris-Saint-Lazare à Mantes-Station par Conflans-Sainte-Honorine, après la gare de Limay.

## Histoire
Elle est mise en service le 9 mai 1843 avec l'ouverture de la voie entre la gare de Colombes-Embranchement et la gare de Rouen.
La gare était desservie par les trains de la ligne Transilien N parcourant la branche Paris-Montparnasse - Mantes-la-Jolie mais le cadencement de cette ligne, le 14 décembre 2008, a entraîné la suppression de l'arrêt de ces trains à Mantes-Station (seulement 130 voyageurs utilisaient la ligne N à partir de cette gare, soit 5 % de tous les voyageurs réunis).
Depuis 2010, sur les terrains de l'ancien hôpital de Mantes-la-Jolie situés face à la gare, débute la construction de plusieurs immeubles de logements, de bureaux, de commerces et d'une crèche, qui viennent s'ajouter à l’École nationale de musique de Mantes-en-Yvelines également implantée à proximité de la gare depuis 2006. Cette opération, réalisée dans le cadre de la ZAC Mantes-Université, signe le renouveau du quartier.

## Fréquentation
De 2015 à 2023, les estimations de la SNCF sont les suivantes :
| Année         | 2015    | 2016    | 2017    | 2018    | 2019    | 2020    | 2021    | 2022      | 2023      |
| ------------- | ------- | ------- | ------- | ------- | ------- | ------- | ------- | --------- | --------- |
| Fréquentation | 921 561 | 922 322 | 921 694 | 899 086 | 883 928 | 469 967 | 913 016 | 1 102 053 | 1 157 747 |

## Service des voyageurs

### Accueil
En 2009, le bâtiment de la gare a été rénové et des dispositifs de contrôle des billets ont été installés de part et d'autre de la passerelle permettant d'accéder aux quais.

### Desserte
La gare est desservie par les trains des groupes V et VI de la ligne J du Transilien à raison de quatre trains par heure durant les heures creuses et de six trains par heure durant les heures de pointe[réf. nécessaire].

## Projets

### RER E
En juillet 2009, l'État français confirme que la ligne E du RER sera prolongée jusqu'à la gare de Mantes-la-Jolie à l'horizon 2017, dans le cadre du projet du Grand Paris et de l'amélioration du réseau de transport francilien. Un tunnel sera construit entre l'actuel terminus Haussmann - Saint-Lazare et La Défense. Le futur prolongement de ligne E du RER sera ensuite en surface de Nanterre à Mantes-la-Jolie, en reprenant les infrastructures ferroviaires existantes de la ligne J du Transilien. Le débat public de ce projet s'est tenu du 1er octobre 2010 au 17 décembre 2010. Selon les documents publiés à l'occasion du débat public, cette ligne devrait offrir aux Mantais 6 trains par heure en direction de Paris, soit un train toutes les 10 minutes. La Défense serait accessible en 38 minutes avec un train semi-direct et en 50 minutes avec un train omnibus.

## Correspondances
La gare est desservie par les lignes 22, 88A, 88C, C, D, F, G et M, N et le service de transport à la demande du réseau de bus du Mantois, par les lignes 5116 et 7808 du réseau de bus Île-de-France Ouest, par la ligne 7806 du réseau de bus Centre et Sud Yvelines et, la nuit, par la ligne N151 du réseau Noctilien.

## Galerie de photographies

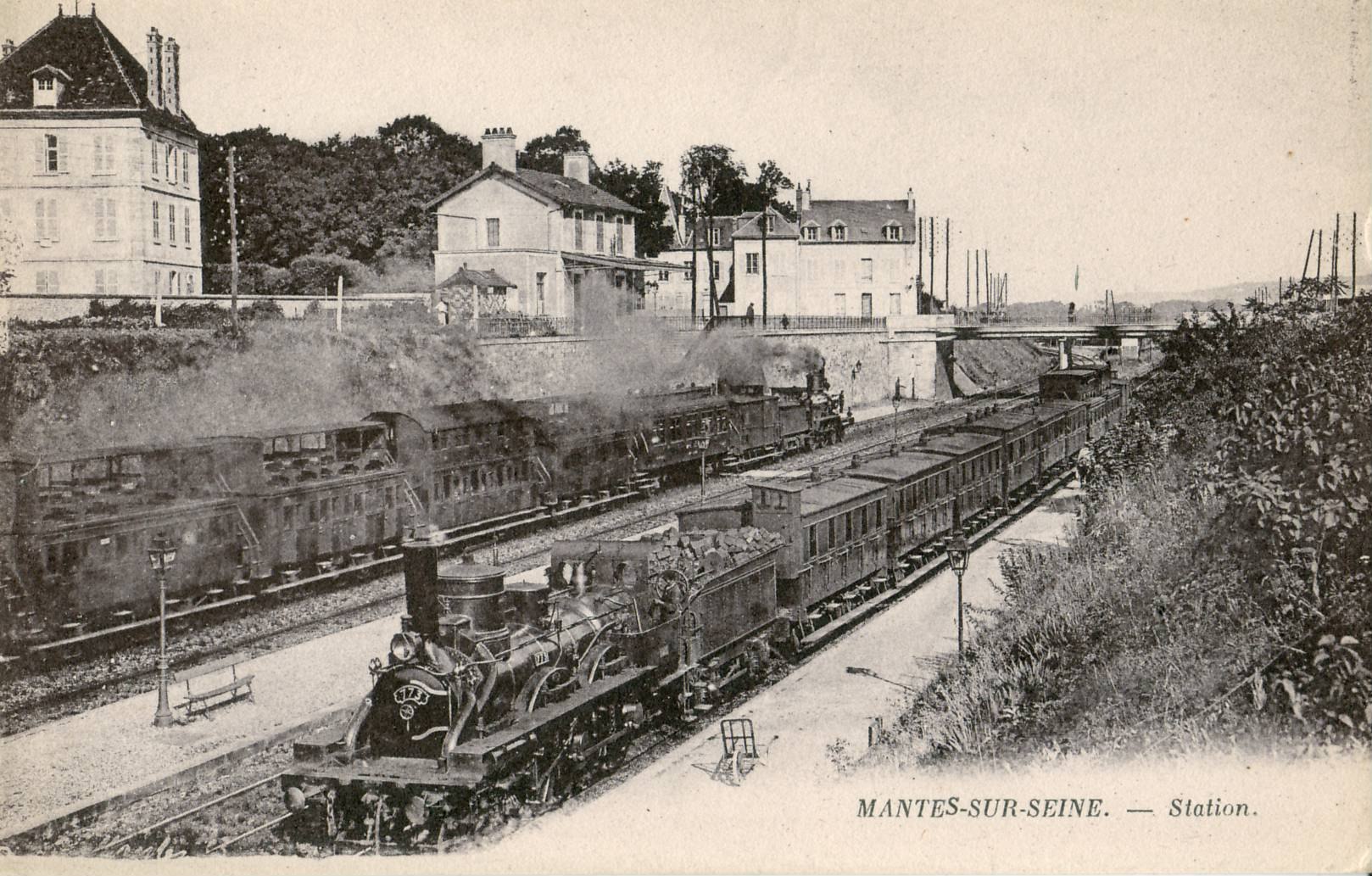
La gare au début du XXe siècle, avec, au second plan, une célèbre rame « Bidel » de voitures à impériales, les unes ouvertes, les autres fermées.
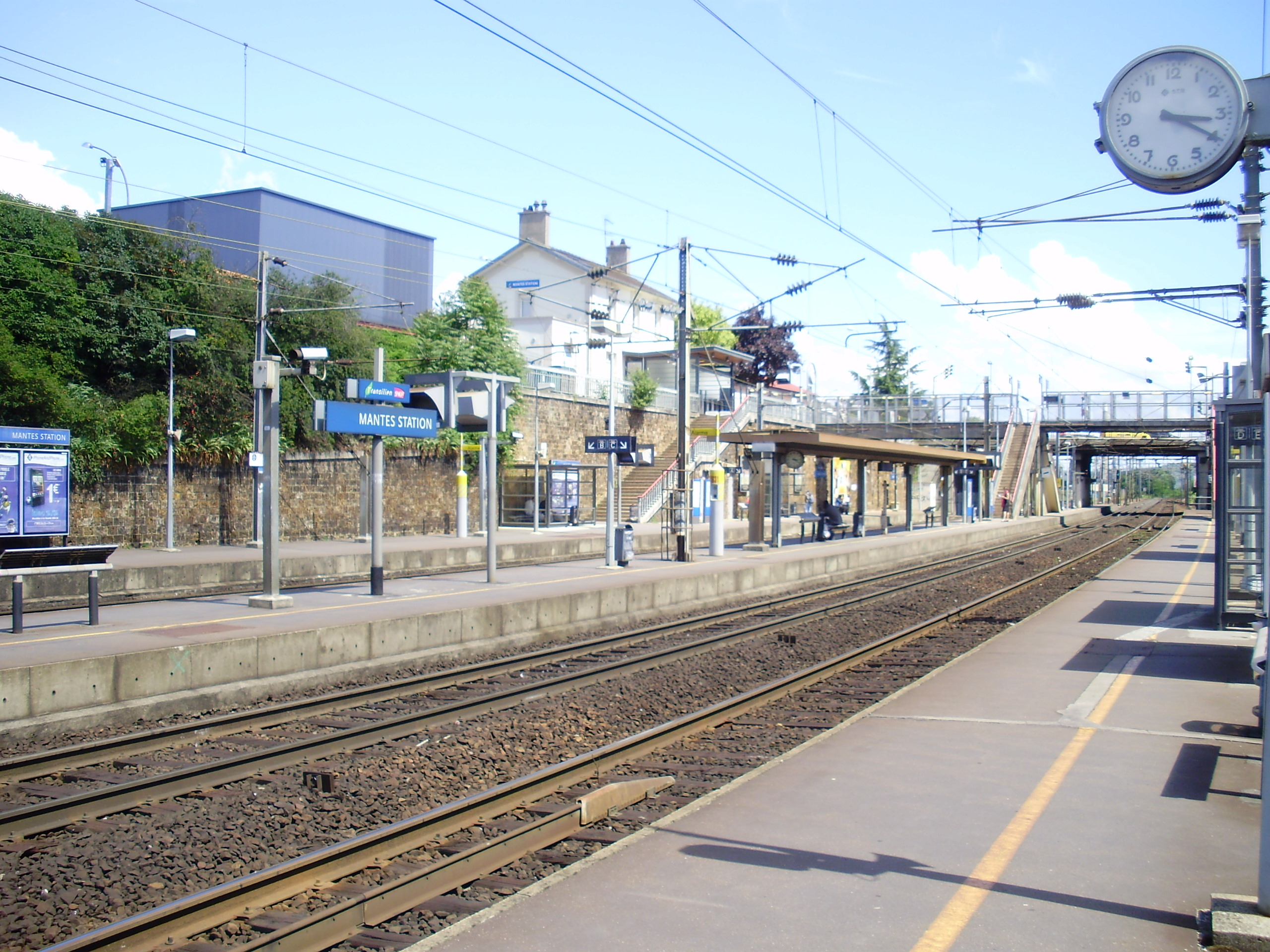
Vue des quais en direction de Paris depuis le quai commun aux voies D et E, avec en surplomb le bâtiment de la gare.
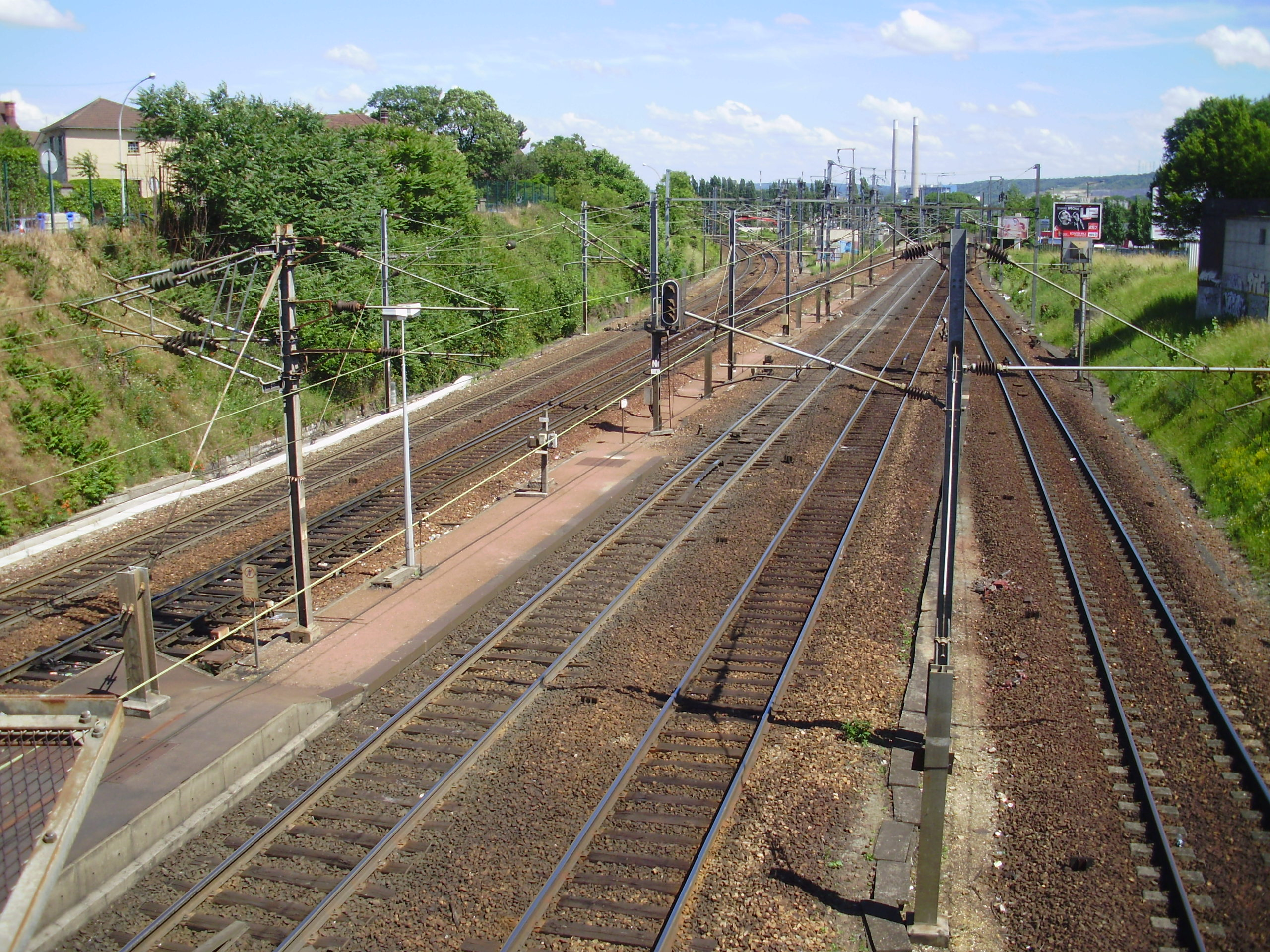
Vue vers Paris depuis le pont au-dessus des cinq voies de la gare.